# European Youth Basketball League
European Youth Basketball League (EYBL; deutsch Europäische Jugend-Basketball-Liga) ist die internationale Liga für Basketball in Europa.  Teilnehmende Länder sind: Belarus, Bulgarien, Dänemark, Estland, Finnland, Ungarn, Kasachstan, Lettland, Litauen, Polen, Russland, Spanien, Schweden und Ukraine. 

## Geschichte
April 1998 trafen sich Victoria Voitovic und Eugene Gurianov von Tallinn, Oleg Okoulov aus St. Petersburg, Dmitri Rostkovsky aus Moskau, Raimundas Kairis aus Kaunas, Aldis Neimanis und Guntis Shenhofs aus Riga  während eines internationalen Turniers in Tallinn. Dabei entstand die Idee der Schaffung eines Systems von Wettbewerben, bei denen Jugendmannschaften aus den baltischen Staaten und Russland untereinander spielen würden. 
In der ersten Saison der EYBL spielten 6 Teams. Die Liga seitdem umfasst 144 Teams (aus fünf Altersgruppen) aus 11 Ländern.

## Leitung
Guntis Senhofs (Präsident), Viktor Bichkov (Vizepräsident), Igo Zanders (Vizepräsident)